# Vesa Luma

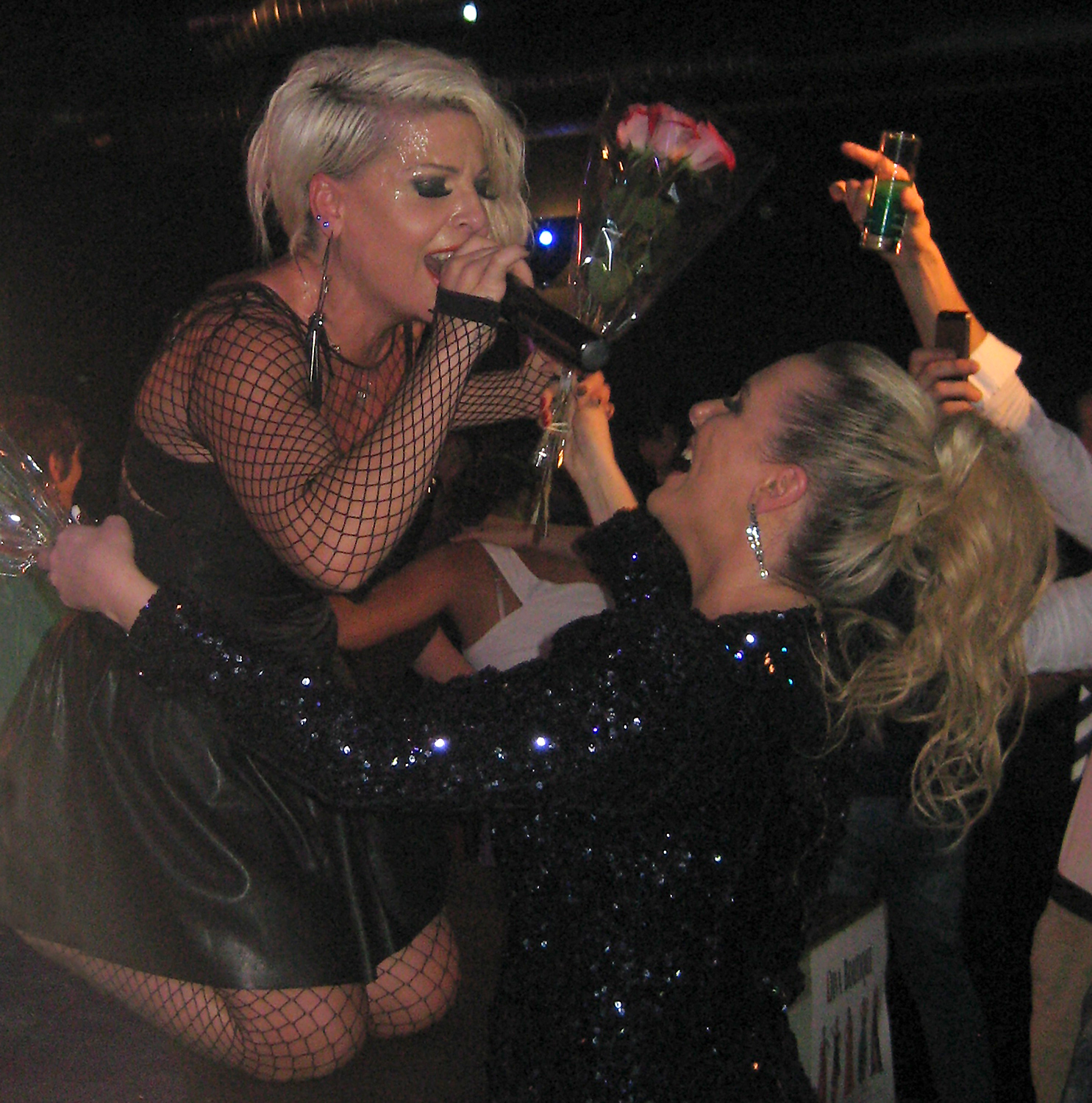
Luma (rechts) überreicht Blumen an Aurela Gaçe bei einem Konzert in Zürich 2012.

Vesa Luma (* 12. Mai 1986 in Priština, SFR Jugoslawien, heute Kosovo) ist eine kosovarische Pop-Sängerin, Songwriterin und Journalistin.

## Leben und Karriere
Vesa Luma wurde am 12. Mai 1986 in der kosovarischen Hauptstadt Priština geboren. Mit fünf Jahren trat Luma in der Kindershow Akordet e Kosovës zusammen mit der Kindergruppe Xixëllonjat auf.
Luma besuchte eine musikalische Grundschule, an welcher sie Flötenunterricht nahm. Danach besuchte sie die Musik-Mittelschule Prenk Jakova in ihrer Geburtsstadt mit dem Schwerpunkt Sologesang. Nach dem Schulabschluss studierte Luma Kommunikation, Massenmedien und Journalismus an der Universität AAB in Priština. Während ihrer Studienzeit arbeitete sie sieben Jahre als Fernsehjournalistin bei der öffentlich-rechtlichen Rundfunkanstalt des Kosovo, dem Radio Televizioni i Kosovës.
Nach dem Studium konzentrierte sich Luma auf ihre musikalische Karriere. Sie nahm an Casting-Wettbewerben im Kosovo und Albanien teil, unter anderem Ethet e së Premtes Mbrëma bei Radio Televizioni Shqiptar, Kënga Magjike bei TV Klan und Top Fest bei Top Channel.
2006 erschien ihre erste Single Jemi Dhe S'jemi; ein Dance-Pop-Song mit vielen albanisch-folkloristischen Zügen. Der Song hatte sowohl in albanischsprachigen Gebieten als auch in anderen südosteuropäischen Ländern Erfolg. 2008 erschien Të Kam Dashur Shumë; ein Album mit insgesamt acht Titeln, darunter die erfolgreiche Single-Auskopplung Luaj. 2010 veröffentlichte Luma die Dance-Single Amanet, die zu ihren größten Erfolgen zählt. Anfang 2011 nahm sie bei der albanischen Version von Dancing with the Stars des privaten Senders Vizion Plus teil.
Im Juli 2013 gab sie bekannt, mit dem albanischen Rapper Big Basta liiert zu sein. Mit ihm veröffentlichte sie den Sommerhit Nuk do flejmë. Das Musikvideo zu diesem Song wurde in Saranda gedreht. Luma und ihr Mann haben einen gemeinsamen Sohn.
Neben ihrer musikalischen Karriere setzt sich Luma auch für wohltätige Zwecke ein und unterstützt regelmäßig Benefizveranstaltungen. Dafür wurde sie vom kosovarischen Kulturministerium zur Ambasadore e Vullnetit të Mirë („Botschafterin des guten Willens“) benannt.

## Diskografie

### Alben
- 2008: Të Kam Dashur Shumë

### Singles
- 2006: Jemi Dhe S'jemi
- 2007: Ik Kur Të Lë Unë
- 2008: Luaj
- 2010: Amanet
- 2011: Ti Po Don
- 2012: 24 ore
- 2013: Nuk do flejme (feat. Big Basta)